# Vancouversystemet
Vancouversystemet är ett förekommande system för källhänvisningar i en text, vanligast inom natur- och medicinsk vetenskap.
Enligt Vancouversystemet används noter med källreferenser. Noterna kan antingen placeras längst ned på sidan, så kallade fotnoter, i slutet av varje kapitel eller avsnitt, eller (vanligast) samlas i ett särskilt avsnitt i slutet av verket, så kallade slutnoter. Noterna är numeriskt ordnade, med den första påträffade hänvisningen i texten som [1], den andra [2] och så vidare.
Typografiskt skrivs notreferensen med ett icke upphöjt positivt heltal inom parentes eller hakparentes, till exempel (1) eller [1] för källa nummer 1 i källförteckningen, och placeras före skiljetecken såsom punkt.
Det finns två syften med att i fotnoter ange belägg och hänvisa till källor m.m. Det ena är för att inte ta åt sig äran åt något som andra har skrivit och därmed bli anklagad och kanske fälld för plagiat. Det andra är för att kunna spåra fel, förutsättningar m.m., vilket är viktigt ur ett källkritiskt perspektiv (1). Läsaren skall själv kunna kontrollera exakt vad författaren byggt framställningen på och därmed bedöma slutsatsernas bärighet. En texthänvisning med tillhörande referens skall alltså innehålla så mycket information och vara så tydlig att man kan hitta originalkällan [1].
Källor:
[1] Thurén, T. ”Sant eller falskt? Metoder i källkritik” (på svenska). Stockholm: Krisberedskapsmyndigheten; 2003. KBM:s utbildningsserie 2003:7.